# Paròsmia
La paròsmia (del grec παρά pará i ὀσμή osmḗ "olor") és una detecció d'olfacte disfuncional caracteritzada per la incapacitat del cervell d'identificar correctament una olor "natural". En canvi, l'olor natural sol transformar-se en un aroma desagradable, normalment una olor a "cremada", "podrida", "fecal" o "química". També pot haver-hi casos rars d'olor agradable anomenada euòsmia. Aquest trastorn era poc freqüent i poc investigat fins que es va generalitzar relativament des del 2020 com a efecte secundari de la COVID-19.